# خوجة كسبي
خوجة كسبي هي بلدة في مقاطعة كسبي في ولاية قشقداريا في أوزبكستان.